# 델모니코스

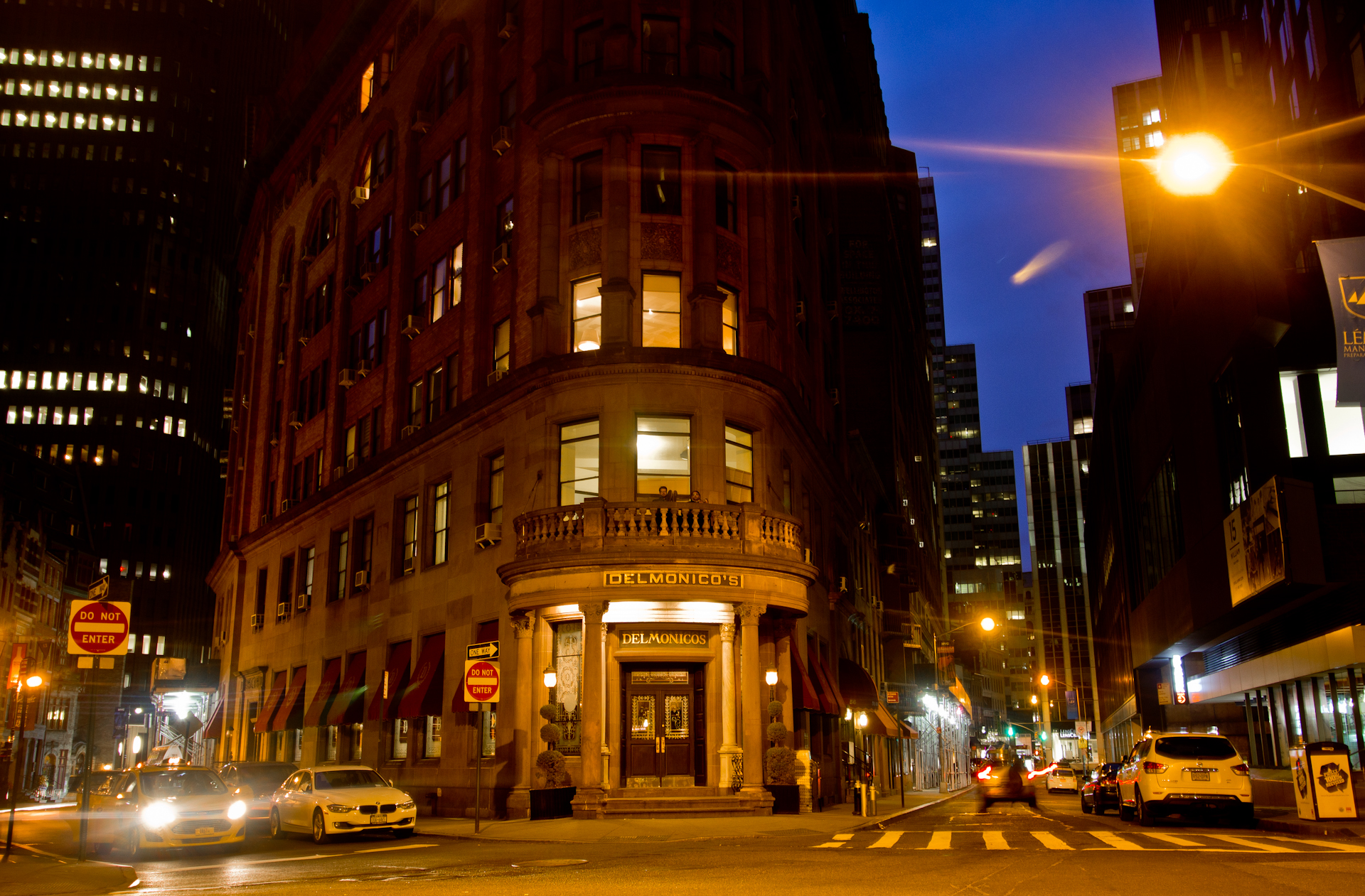
델모니코스의 56 비버 스트리트의 현대 모습

델모니코스(Delmonico's)는 뉴욕시와 코네티컷주 그리니치에서 운영된 일련의 레스토랑 이름이며, 현재 버전은 맨해튼 파이낸셜 디스트릭트의 56 비버 스트리트에 있다. 원래 버전은 미국 최초의 고급 레스토랑으로 널리 인정받았다. 1827년 23 윌리엄 스트리트의 작은 카페와 패스트리 가게로 시작된 델모니코스는 결국 산업계의 거물, 정치 엘리트 및 문화계 유명 인사들을 대상으로 하는 여러 고급 레스토랑을 포함하는 환대 제국으로 성장했다. 여러 측면에서 델모니코스는 미국 고급 요리의 기원을 대표하며 수많은 레스토랑 혁신을 개척하고 상징적인 미국 요리를 개발하며 탁월한 식사의 표준을 설정했다. 델모니코스(델모니코가의 소유 및 관리 하에 있음)는 1923년까지 모든 매장을 폐쇄했다. 1926년에 델모니코스는 이탈리아 이민자 오스카 투치(Oscar Tucci)의 새로운 소유권 하에 56 비버 스트리트에 다시 문을 열었다.